# Joseph Edward Geusic
Joseph Edward Geusic (Nesquehoning, Pensilvânia, 21 de novembro de 1931) é um físico estadunidense. Desenvolveu em 1964 em parceria com LeGrand Van Uitert o Laser Nd:YAG.
Geusic estudou na Universidade Lehigh, onde obteve a graduação em 1953, com mestrado em física em 1955 e doutorado em 1958 na Universidade do Estado de Ohio.
Com LeGrand Van Uitert recebeu o Prêmio R. W. Wood de 1993.

## Obras
- Geusic, H. M. Marcos, Van Uitert Laser oscillations in Nd-doped Yttrium Aluminium, Yttrium Gallium and Gadolinium Garnets, Applied Physics Letters, Volume 4, 1964, p. 182-184